# Richard Fremund
Richard Fremund (9. dubna 1928 Praha – 21. května 1969 Praha) byl český malíř, grafik, kreslíř a scénický výtvarník.

## Život
Po studiu na gymnáziu navštěvoval v letech 1940–45 večerní Školu dekorativních umění v Praze. V roce 1945 byl přijat na Akademii výtvarných umění a začal studovat ve 2. ročníku u prof. Vratislava Nechleby, s jehož konzervativním pojetím malby nesouhlasil a brzy přestoupil do grafické speciálky Vladimíra Pukla. Tam se seznámil s Jiřím Martinem, Robertem Piesenem a Jitkou Kolínskou, se kterými později spolupracoval ve Skupině Máj 57. Po únoru 1948 byl při politických prověrkách z akademie vyloučen, znovu studovat mohl až v roce 1951 ve scénografickém atelieru Františka Tröstera. Studium zakončil v roce 1954.
V začátcích malířské tvorby hledal inspiraci v lidovém umění, později se zajímal především o moderní umění. V letech 1959 se stýkal s členy budoucí Skupiny Máj 57, se kterou se zúčastnil prvních dvou výstav (1957 a 1958). Tehdejší oficiální kritika jeho práci příliš neoceňovala, přesto se poměrně brzy dostal do povědomí zvláště odborné veřejnosti, především jako skvělý kreslíř. Koncem 50. let se stýkal s významnými umělci Mikulášem Medkem, Františkem Tichým, Vladimírem Fukou, Karlem Černým a dalšími. V tvorbě se soustředil na portréty.
První samostatnou výstavu měl roku 1956 v paláci Dunaj v Praze a v témže roce se zúčastnil i kolektivní výstavy mladých umělců v Galerii Čs. spisovatel, kde mezi vystavovanými obrazy byly i tehdy velmi kritizované abstraktní motivy a akty. Výstava byla oficiální kritikou ostře odsouzena. Rok 1956 byl pro Richarda Fremunda významný také tím, že odjel (s Otou Janečkem a Františkem Dvořákem) na tříměsíční cestu do Paříže. Zde navštívil retrospektivní výstavu Henriho Matisse, jehož dílo na něj hluboce zapůsobilo a ovlivnilo jeho tvorbu.
V dalším období maloval především městské krajiny a obrazy figurální, snažil se však zachytit i atmosféru české vesnice. Věnoval se více grafickým technikám, hlavně linorytu, ale také ilustracím a tvorbě plakátů. V 60. letech 20. století převládly ve Fremundově tvorbě nefigurativní motivy. Druhou samostatnou výstavu měl roku 1965 v Galerii Fronta v Praze. Politické uvolnění té doby mu umožnilo cestovat do ciziny, několikrát navštívil Itálii, kde se seznamoval se současným západoevropským uměním.
1969 měl první zahraniční výstavu v Římě v Galerii Ferro di Cavallo. Významná je i jeho spolupráce s divadly Semafor (scénické návrhy ke hře Šest žen Jindřicha VIII.) a Rokoko (BAPOPO). Byl členem skupiny Křižovatka a sdružení SČUG Hollar.
Zemřel při autohavárii, krátce po svých 41. narozeninách.

## Citát
Richard byl gurmán živiota, kterého vidím sedět mezi Olympany, kolem krku smutnou vavřínovou ratolest jako límec Dámy s hranostajem, kterou tolik miloval. Když jsme spolu popíjeli, lidé si mysleli, že mluví dva blázni. Nepotřebovali jsme otázky ani odpovědi. Tak blízkého člověka už asi nepotkám...